# Resolution 814 des UN-Sicherheitsrates
Die Resolution 814 des UN-Sicherheitsrates ist eine Resolution, die der Sicherheitsrat der Vereinten Nationen in seiner 3188. Sitzung am 26. März 1993 einstimmig beschloss. Sie behandelte die Bekräftigung der bestehenden Resolutionen 733 (1992), 746 (1992), 751 (1992), 767 (1992), 775 (1992) und 794 (1993) über den anhaltenden Bürgerkrieg in Somalia und genehmigte gemäß Kapitel VII der Charta der Vereinten Nationen die Verlängerung der Operation der Vereinten Nationen in Somalia II (UNOSOM II) bis zum 31. Oktober 1993.
Die Resolution begann mit einer Anerkennung für Generalsekretär Boutros Boutros-Ghali die Einberufung der Konferenz über die nationale Aussöhnung für Somalia betreffend. Während dieser Konferenz, bei der ein breites Spektrum der somalischen Bevölkerung vertreten war, konnten einige Fortschritte erzielt werden. Sie begrüßte außerdem die Einberufung des Dritten Koordinationstreffens der Vereinten Nationen für humanitäre Hilfe für Somalia vom 11. bis 13. März 1993 in Addis Abeba.
Der Sicherheitsrat der Vereinten Nationen forderte den Generalsekretär dann, über seinen Sonderbeauftragten, zu folgenden Punkten auf:
- Unterstützung bei der Bereitstellung von Hilfe für Somalia im Einklang mit dem Amt der Vereinten Nationen für die Koordinierung humanitärer Angelegenheiten (OCHA) aufgestellten Rehabilitationsprogramm;
- Unterstützung bei der Rückführung von Flüchtlingen und Vertriebenen innerhalb des Landes;
- Förderung der politischen Aussöhnung, einschließlich der Wiederherstellung der nationalen und regionalen Institutionen und Zivilverwaltungen durch eine breite Beteiligung aller Bereiche der somalischen Gesellschaft;
- die Wiederherstellung der somalischen Polizei und die Wiederherstellung von Recht und Ordnung, einschließlich Ermittlungen wegen Verstößen gegen das humanitäre Völkerrecht, zu erleichtern;
- Unterstützung bei der Minenräumung und bei der Entwicklung öffentlicher Informationsdienste
- Bedingungen zu schaffen, unter denen die somalische Zivilgesellschaft auf allen Ebenen eine Rolle im Prozess der politischen Aussöhnung spielen kann.

Der Sicherheitsrat der Vereinten Nationen verlängerte und baute hieraufhin das Mandat der UNOSOM II gemäß Kapitel VII aus und betonte die Notwendigkeit der Abrüstung der beteiligten Parteien sowie die Unterstützung für die Unified Task Force (UNITAF). Er forderte die somalische Parteien auf, ihren Verpflichtungen aus den von ihnen unterzeichneten Abkommen nachzukommen und die Sicherheit des Personals der Vereinten Nationen und der internationalen Organisationen zu gewährleisten. Zusätzlich forderte der Rat den Generalsekretär auf, dass mit der Resolution 733 verhängte Waffenembargo aus Somalia heraus auch auf die Nachbarstaaten anzuwenden.
In der Entschließung wurde der Generalsekretär aufgefordert, für Sicherheit bei der Rückführung von Flüchtlingen und der unterstützten Umsiedlung von Vertriebenen zu sorgen. Sie bekräftigte die Forderung an alle somalischen Parteien, die Verletzungen des humanitären Völkerrechts einzustellen und zu unterlassen. Sie wies Boutros-Ghali auch an, den Kommandeur der Streitkräfte von UNOSOM II anzuweisen, eine rasche, reibungslose und schrittweise Transformation von UNITAF zu UNOSOM II zu realisieren und Mittel für den Erhalt von Spenden an UNOSOM II beizubehalten.
Die Resolution 814 begrüßt die Bemühungen der Agenturen der Vereinten Nationen, der zwischenstaatlichen und nichtstaatlichen Organisationen und des Internationalen Komitees des Roten Kreuzes und fordert den Generalsekretär dazu auf, weitere Finanzmittel für Institutionen in Somalia zu suchen und den Rat umfassend über die Lage im Land zu informieren.